# Thure Andersson
Thure Andersson   (Ölme, 27 d'abril de 1907 - Karlstad, 20 de gener de 1976) va ser un lluitador suec, especialista en lluita lliure, que va competir durant la dècada de 1930.
El 1936 va prendre part en els Jocs Olímpics d'Estiu de Berlín, on guanyà la medalla de plata en la competició del pes wèlter del programa de lluita lliure.